# Prostaglandin
Prostaglandini su članovi grupe lipidnih jedinjenja koji nastaju enzimatskim putem masnih kiselina, i koji imaju važne funkcije u telu životinja. Svaki prostaglandin sadrži 20 atoma ugljenika, čime je obuhvaćen prsten sa 5-ugljenika.
Oni su intermedijari koji izazivaju niz jakih fizioloških efekata, kao što je regulacija kontrakcije i relaksacije glatkog mišićnog tkiva. Prostaglandini nisu hormoni, nego su autokrini ili parakrini, lokalno dejstvujući molekulski glasnici. Oni se razlikuju od hormona po tome što se oni ne proizvode na posebnim lokacijama nego na mnogim mestima u telu. Takođe, njihove ciljne ćelije su prisutne u neposrednoj blizini mesta njihovog izlučivanja (kojih ima mnogo).
Prostaglandini, zajedno sa thomboksanima i prostaciklinima, formiraju prostanoidnu klasu masnih kiselina i derivata, koja je podklasa eikosanoida.

## Funkcija
Poznato je deset prostaglandinskih receptora na raznim ćelijskim tipovima. Prostaglandini su ligandi ove potfamilije 7TM receptora, G-protein-spregnuti receptori. Ti receptori se nazivaju DP1-2, EP1-4, FP, IP1-2, i TP, npr. DP1-2 receptori vezuju PGD2). 
Raznovrsnost receptora ukazuje na činjenicu da prostaglandini dejstvuju na niz ćelijskih tipova i da imaju raznovrsne efekte, kao što su:
- konstrikcija ili dilatacija ćelija vaskularnih glatkih mišića
- agregacija ili disagregacija trombocita
- senzibiliziraji kičmene neurone za bol
- umanjuju intraokularni pritisak
- regulišu posredovanje upalih procesa
- regulišu kretanje kalcijuma
- kontrolišu hormonsku regulaciju
- kontrolišu ćelijski rast
- dejstvuju na termoregulatorni center hipotalamusa
- dejstvuju na tkivo bubrega

Prostaglandini su potentni ali imaju kratak polu-život pre nego što su inaktivirani ili izlučeni.

## Tipovi
Ovo je upoređenje raznih tipova prostaglandina, prostaglandin I2 (PGI2), prostaglandin E2 (PGE2), i prostaglandin F2α (PGF2α).
| Tip   | Receptor        | Funkcija |
| ----- | --------------- | --- |
| PGI2  | IP              | - vazodilacija - inhibira agregaciju trombocita - bronhodilatacija |
| PGE2  | EP1             | - bronhokonstrikcija - kontrakcija glatkih mišića GI trakta |
| PGE2  | EP2             | - bronhodilatacija - relaksacija glatkih mišića GI trakta - vazodilacija |
| PGE2  | EP3             | - ↓ sekrecija gastrične kiseline - ↑ sekrecija gastrične sluzi - kontrakcija uterus (kod trudnoće) - kontrakcija glatkih mišića GI trakta - inhibicija lipolize - ↑ autonomni neurotransmiteri - ↑ platelet response to their agonists and ↑ atherothrombosis in vivo |
| PGE2  | Nespecifikovano | - hiperalgezija - Groznica |
| PGF2α | FP              | - kontrakcija uterusa - bronhodilatacija |

## Literatura
- Rang, H. P. (2003). Pharmacology (5th изд.). Edinburgh: Churchill Livingstone. стр. 234.  0-443-07145-4.
- Nelson, Randy F. (2005). An introduction to behavioral endocrinology. Sunderland, Mass: Sinauer Associates. стр. 100.  0-87893-617-3.

## Spoljašnje veze
- Prostaglandins на 